# Anne Cecilie Brusletto
Anne Cecilie Brusletto (* 22. Juni 1988 in Oslo) ist eine ehemalige norwegische Skirennläuferin. Sie erreicht ihre besten Platzierungen in den technischen Disziplinen Slalom und Riesenslalom und gewann 2010 die Riesenslalomwertung des Nor-Am Cups.

## Biografie
Anne Cecilie Brusletto nahm im November 2003 erstmals an FIS-Rennen teil. Ab der Saison 2004/05 konnte sie sich regelmäßig in den Top 10 platzieren und erste Rennen gewinnen. Sie nahm auch an den Juniorenweltmeisterschaften 2004 in Maribor und am European Youth Olympic Festival 2005 in der Schweiz teil, erreichte dort aber keine vorderen Platzierungen. Bei den Norwegischen Meisterschaften fuhr sie im März 2005 mit dem dritten Platz im Riesenslalom erstmals auf das Podest. Im März 2007 nahm sie zum zweiten Mal an Juniorenweltmeisterschaften teil und belegte Platzierungen um Rang 34, nur im Slalom schied sie aus. Ab Januar 2004 war sie auch mehrmals im Europacup am Start, kam aber vorerst noch nicht in die Punkteränge. Erst am 9. November 2007 gewann sie mit dem achten Platz im Indoor-Slalom im alpincenter Bottrop ihre ersten Punkte und bis heute blieb dies ihr bestes Europacupergebnis. Bei FIS-Rennen hingegen erreichte sie zahlreiche Podestplätze und gewann im Februar 2008 gleich sechs Rennen in Folge. Bei den Norwegischen Meisterschaften 2009 wurde sie im Riesenslalom Zweite hinter Lotte Smiseth Sejersted.
Seit 2009 studiert Brusletto an der University of New Mexico in Albuquerque, Vereinigte Staaten. Sie fährt daher seit dem Winter 2009/10 hauptsächlich Rennen in den USA. Im Nor-Am Cup gelangen ihr im Gegensatz zum Europacup große Erfolge und sie feierte Mitte Dezember zwei Siege in den Riesenslaloms von Panorama. Mit weiteren drei Top-10-Resultaten gewann sie in der Saison 2009/10 die Riesenslalomwertung, wurde 15. in der Slalomwertung und Siebente im Gesamtklassement. Nach ihren Siegen im Nor-Am Cup erhielt sie am 24. Januar 2010 im Riesenslalom von Cortina d’Ampezzo erstmals die Möglichkeit an einem Weltcuprennen teilzunehmen, schied dabei jedoch im ersten Durchgang aus. In der Saison 2010/11 konnte sie wegen mehrerer Ausfälle nicht an ihre Nor-Am-Ergebnisse des Vorjahres anknüpfen. Nach einer Verletzung im Sommer 2011 musste sie die gesamte Saison 2011/12 pausieren. Im Januar 2013 nahm sie erneut an einigen Rennen teil, bevor sie ihre Karriere endgültig beendete.

## Erfolge

### Juniorenweltmeisterschaften
- Maribor 2004: 49. Slalom
- Altenmarkt 2007: 33. Super-G, 34. Riesenslalom, 35. Abfahrt

### Nor-Am Cup
- Saison 2009/10: 1. Riesenslalomwertung, 7. Gesamtwertung
- Zwei Siege:

| Datum             | Ort      | Land   | Disziplin    |
| ----------------- | -------- | ------ | ------------ |
| 15. Dezember 2009 | Panarama | Kanada | Riesenslalom |
| 16. Dezember 2009 | Panorama | Kanada | Riesenslalom |

### Weitere Erfolge
- Norwegische Vizemeisterin im Riesenslalom 2009
- 14 Siege in FIS-Rennen